# Rolf Landerl
Rolf Landerl (Bécs, 1975. október 24. –) osztrák válogatott labdarúgó.

## Mérkőzései az osztrák válogatottban
| #  | Dátum           | Ellenfél    | Eredmény | Kiírás              | Esemény |
| -- | --------------- | ----------- | -------- | ------------------- | ------- |
| 1. | 2002. május 18. | Németország | 2 – 6    | barátságos mérkőzés | 46'     |